# Wiesław Dziadura
Wiesław Dziadura (ur. 20 października 1956 w Gdańsku) – polski zapaśnik, olimpijczyk.
Walczył w stylu klasycznym. Startował w wadze półśredniej (do 74 kg).

## Kariera sportowa
Zapasy zaczął uprawiać w 1970 w Spójni Gdańsk u trenera Tadeusza Chrupcały. W 1976 zdobył brązowy medal ME juniorów i przeniósł się do Legii Warszawa do trenera Bolesława Dubickiego. Przez 10 lat był członkiem kadry narodowej seniorów (1976–1985) pod okiem Janusza Tracewskiego oraz Stanisława Krzesińskiego.
Startował w Igrzyskach olimpijskich w Moskwie 1980 (zajął 9. miejsce) oraz w Mistrzostwach Świata w Oslo 1981 (5. miejsce). Był mistrzem Polski w 1981. Przez całą karierę seniorską jego największym konkurentem był Andrzej Supron, z którym spotykał się praktycznie na każdych zawodach krajowych.
Ukończył technikum mechaniczno-elektryczne w Gdańsku, a także studia trenerskie w AWF Poznań. Posiada I klasę trenerską.
Po zakończeniu kariery został szkoleniowcem grupy juniorów Legii Warszawa, a następnie asystentem trenera głównego Bolesława Dubickiego. Współpracował także z trenerami reprezentacji: Stanisławem Krzesińskim, Ryszardem Świeradem, Józefem Traczem oraz aktualnie Piotrem Stępniem. Wspólnie z Janem Potockim prowadzi kadrę juniorów jako drugi trener. Ma swój wkład w sukcesy olimpijskie m.in. takich zawodników jak Andrzej Wroński, Włodzimierz Zawadzki i Jacek Fafiński.
Za największy sukces sportowy uważa tytuł mistrza świata weteranów, jaki wywalczył w węgierskim Székesfehérvár w 2001. Był to pierwszy bardzo udany start Polaków w takich zawodach. Wiesław Dziadura zdobył złoty medal w kat. wag. 76 kg a Robert Wajszczuk brązowy medal w kat. wag. 97 kg. W jego rodzinie sportem zajmowali się także żona Krystyna (koszykówka, I liga), siostra Beata (wioślarstwo, olimpijka z Moskwy 1980) oraz brat Andrzej (był czołowym chodziarzem w Polsce). Było to prawdopodobnie jedne z nielicznych rodzeństw startujących w igrzyskach w różnych dyscyplinach sportu. Tradycję rodzinną podtrzymuje córka Marta, która jest czołową zawodniczką świata w pięcioboju nowoczesnym (mistrzyni Świata w sztafetach w 2004 oraz mistrzyni Europy w sztafetach 2006 mistrzyni Świata indywidualnie, drużynowo i w sztafetach w 2006 wicemistrzyni Świata w sztafetach w 2007 mistrzyni Świata w drużynie w 2008) a także mistrzynią Polski w latach 2005-2007.